# Mungo Murray, 6. Earl of Mansfield
Mungo David Malcolm Murray, 6. Earl of Mansfield (* 9. August 1900; † 2. September 1971) war ein britischer Peer und Politiker der Scottish Unionist Party.

## Leben
Er war das einzige Kind des Alan Murray, 5. Earl of Mansfield (1864–1935), aus dessen Ehe mit Margaret Helen Mary Mac Gregor (1867–1933), Tochter des Rear-Admiral Sir Malcolm MacGregor, 4. Baronet (1834–1879). Als Heir apparent seines Vaters führte er ab 1906 den Höflichkeitstitel Lord Scone.
Er diente als Lieutenant des 6./7. Bataillons der Black Watch (Royal Highlanders) in der British Army. Parallel zu seinem Militärdienst schloss er ein Studium am Christ Church College der Universität Oxford 1922 als Bachelor of Arts ab.
Bei den Unterhauswahlen 1931 wurde er als Abgeordneter für das County Perth and Kinross ins britische House of Commons gewählt. Für den Zeitraum zwischen 1931 und 1935 sind im Hansard sind 357 Parlamentsreden von ihm verzeichnet. Beim Tod seines Vaters erbte er 1935 dessen Adelstitel als 6. Earl of Mansfield (in the County of Nottingham), 7. Earl of Mansfield (in the County of Middlesex), 12. Viscount of Stormont, 12. Lord Scone und 11. Lord Balvaird. Er wurde dadurch Mitglied des britischen House of Lords und schied dazu aus dem House of Commons aus.
Er wurde Fellow der Linnean Society (FLS), der Zoological Society (FZS), der Society of Antiquaries of Scotland (FSAScot) und der Royal Horticultural Society (FRHS). Er amtierte zeitweise als Friedensrichter (JP) für Perthshire und Dumfriesshire und erhielt 1947 das Amt eines Deputy Lieutenant (DL) von Dumfriesshire. Er wurde Brigadier der Royal Company of Archers. Von 1959 bis 1960 amtierte er als Vice-Lieutenant von Perthshire und von 1960 bis 1971 als Lord Lieutenant.
Als er 1971 im Alter von 71 Jahren starb, erbte sein Sohn William seine Adelstitel.

## Ehe und Nachkommen
Am 19. Juli 1928 heiratete er Dorothea Helena Carnegie (1906–1985), Tochter des Diplomaten Sir Lancelot Douglas Carnegie (1861–1933). Mit ihr hatte er drei Kinder:
- William David Mungo James Murray, 7. Earl of Mansfield (1930–2015), ⚭ 1955 Pamela Joan Foster;
- Lady Malvina Dorothea Murray (* 1936), ⚭ 1964 Douglas Stuart, 20. Earl of Moray;
- Lady Mariota Cecilia Murray (1945–2001), ⚭ 1969 Hon. Charles Malcolm Napier, Sohn des 13. Lord Napier.